# Saint-Laurent (métro de Montréal)
Pour les articles homonymes, voir Saint-Laurent.
Saint-Laurent est une station de la ligne verte du Métro de Montréal. Elle est située, 10, boulevard de Maisonneuve dans l'arrondissement Ville-Marie à Montréal, province de Québec au Canada.
Mise en service en 1966, elle fait partie du réseau original du métro.

## Situation sur le réseau

Plan du métro (2021).

Établie en souterrain, la station Saint-Laurent est située sur la ligne verte du Métro de Montréal, entre la station Place-des-Arts, en direction de la station terminus nord Angrignon, et la station Berri-UQAM, en direction de la station terminus sud Honoré-Beaugrand.
Elle dispose des deux voies de la ligne, encadrées par deux quais latéraux.

## Histoire
La station Saint-Laurent est mise en service le 14 octobre 1966, lors de l'inauguration de la premières ligne, comprenant vingt stations, du métro de Montréal. Elle est nommée ainsi en l'honneur de l'ancienne rue traversant toute l'île de Montréal jusqu'à la paroisse Saint-Laurent.
En 2003, elle est située au cinquantième rang des stations du réseau pour sa fréquentation. En 2020, la station compte 905 156 entrants.

## Services aux voyageurs

### Accès et accueil
La station Saint-Laurent n'a qu'un seul accès situé dans un édicule au 10 du De Maisonneuve. Cet édicule comporte une seule sortie vers les Rues Saint-Laurent et de Maisonneuve.

### Desserte
Saint-Laurent est desservie par les rames circulant sur la ligne verte : de 5h47 à 00h53 en semaine, y compris les dimanches, et de 5h47 à 01h23 les samedis. Les rames sont espacées : de 3 à 5 minutes aux heures de pointe et de 4 à 10 minutes les autres heures ; les week-ends la fréquence est d'une rame toutes les 6 ou 12 minutes.

Installations et desserte
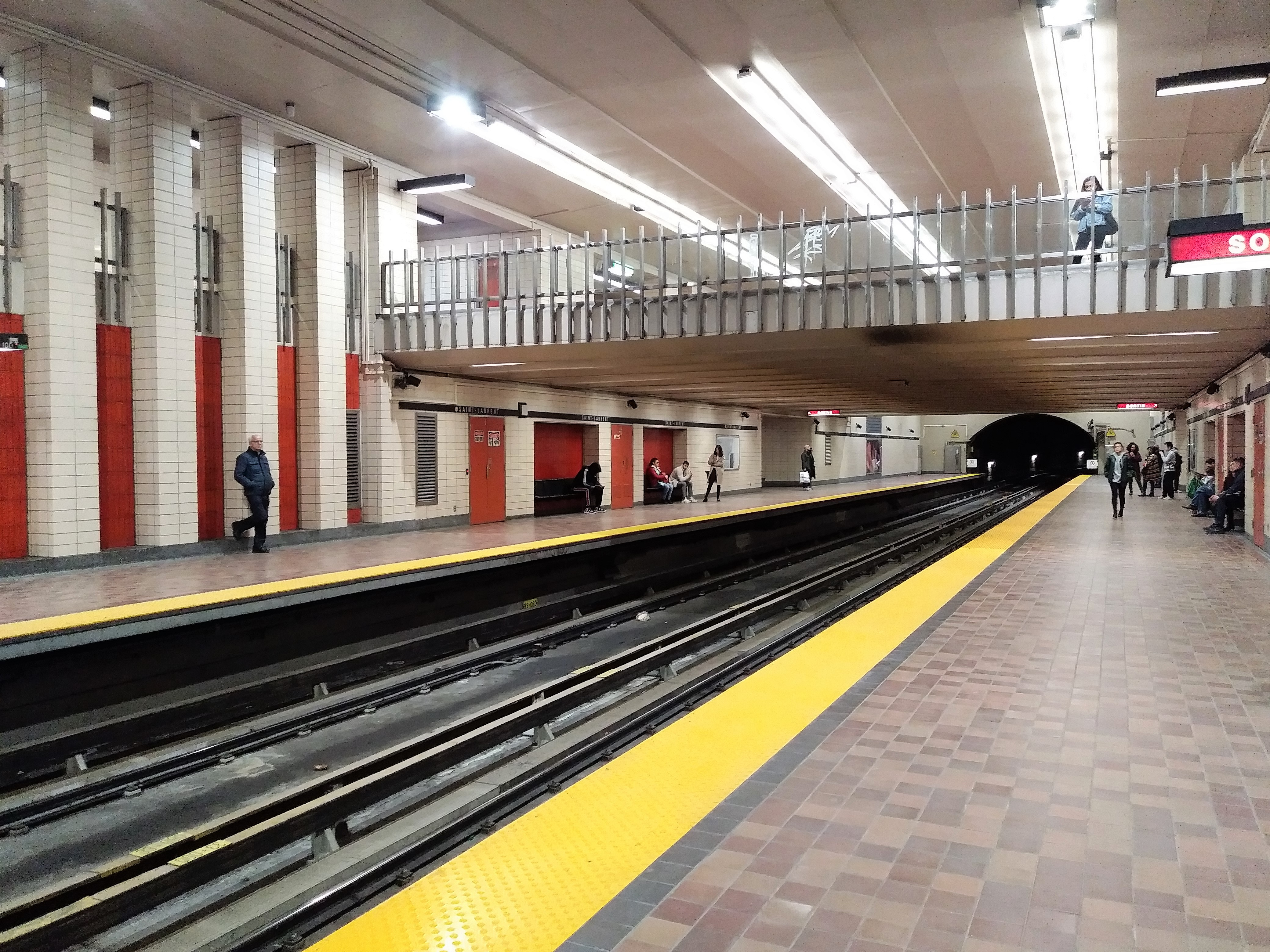
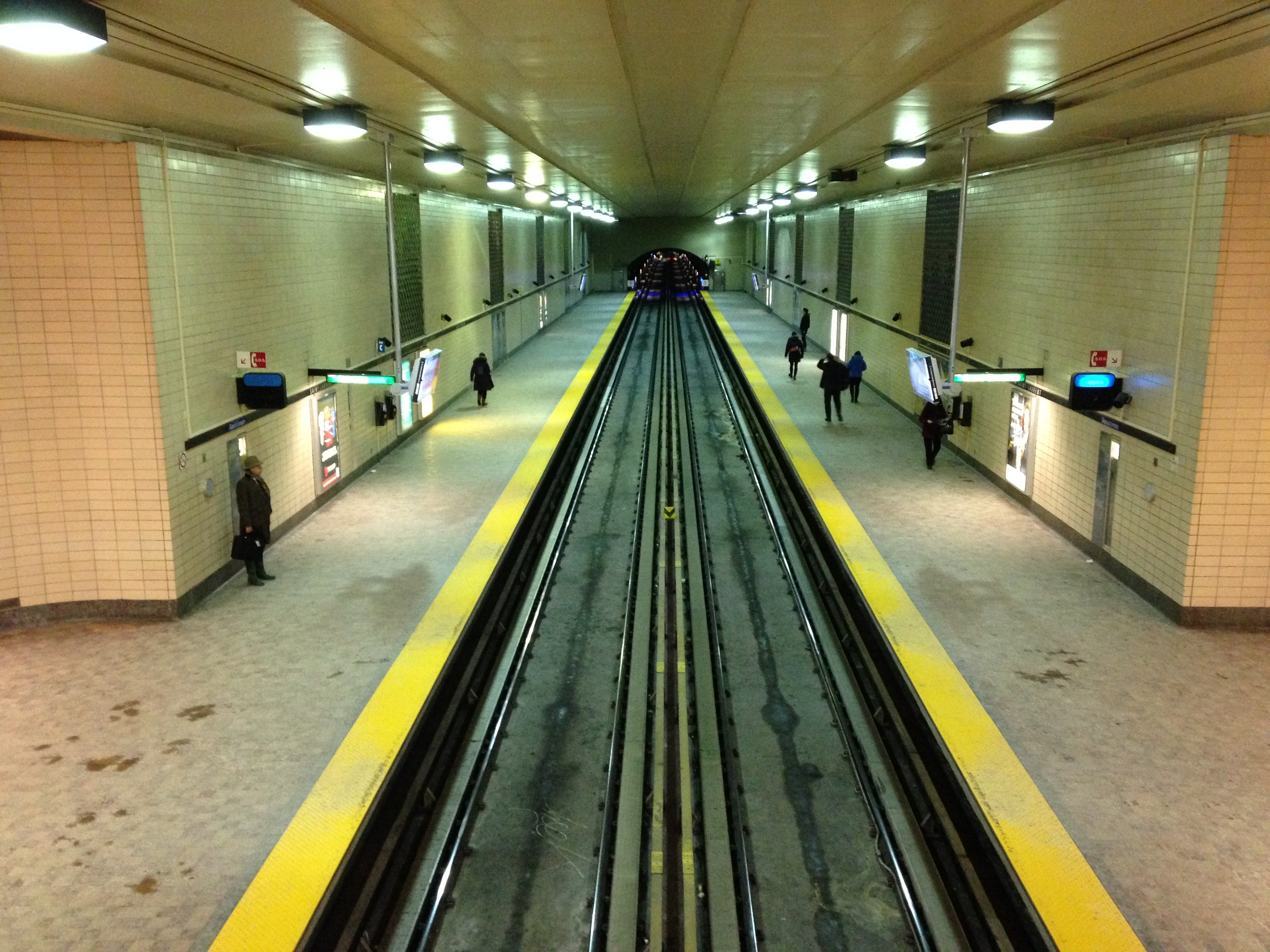
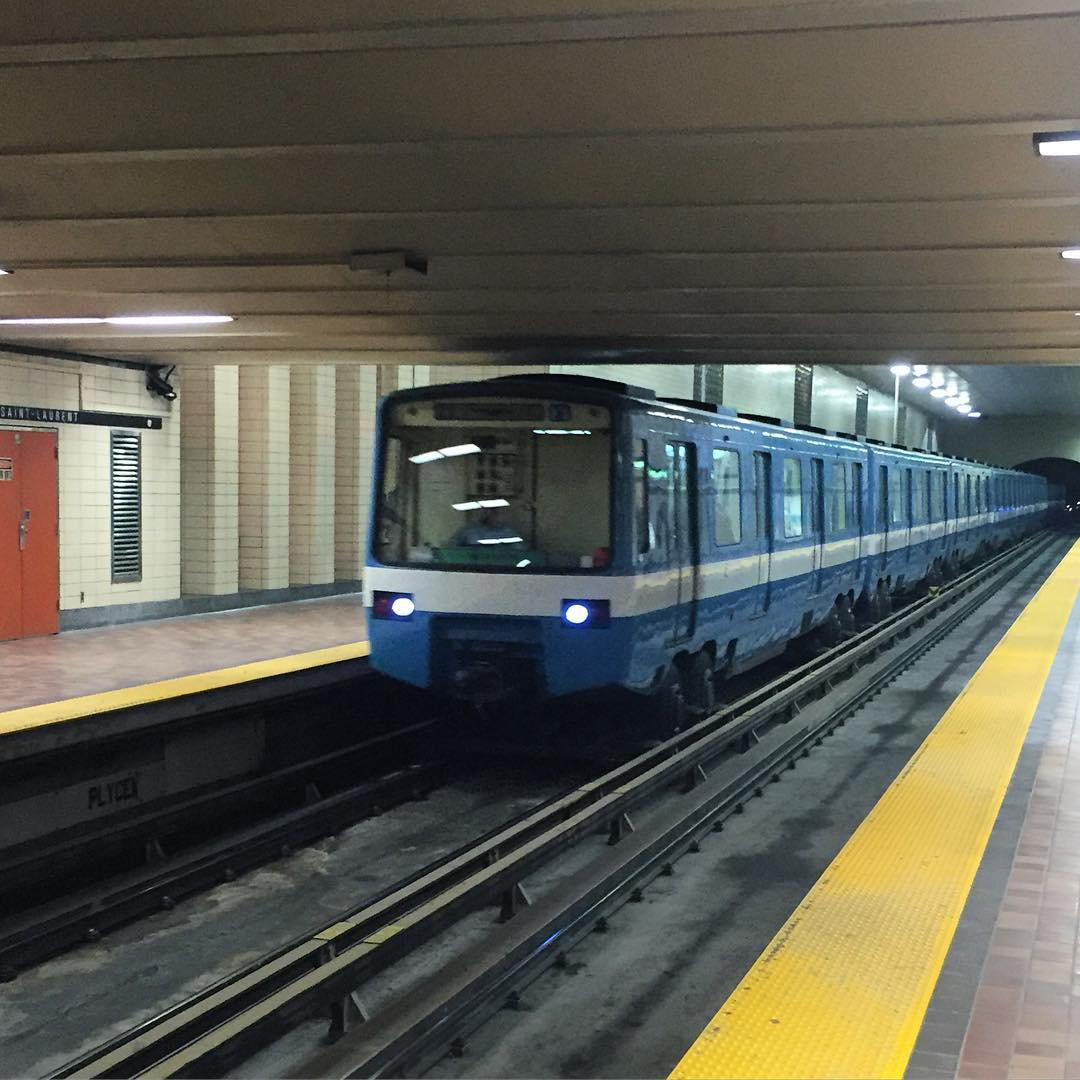

### Intermodalité
La station dispose d'arrêts de bus situés à proximité. Ils sont desservis par les lignes : 55 du service de jour, 358 et 363 du service de nuit, ainsi que par la 465 du service express. Les arrêts sont situés boulevard Saint-Laurent et rue Sainte-Catherine.
Depuis le 26 août 2024, la ligne 15 Sainte-Catherine est abolie et ne dessert plus cette station dans le cadre de la refonte du réseau de bus de la STM. Pour les alternatives, la fréquence des bus de la ligne 150 René-Lévesque sera bonifiée.

## À proximité
- Cégep du Vieux Montréal
- Ex-Centris
- Habitations Jeanne-Mance
- Monument-National (Montréal)
- Quartier des spectacles
- Université du Québec à Montréal
- Théâtre La Chapelle

## L'art dans la station
La station dispose, en permanence, d'une œuvre, céramique murale, de Claude Vermette (1966).
En 2016, l'artiste Maser réalise, dans le cadre du Festival MURAL une installation éphémère sur l'édicule de la station.

Installation Maser en 2016
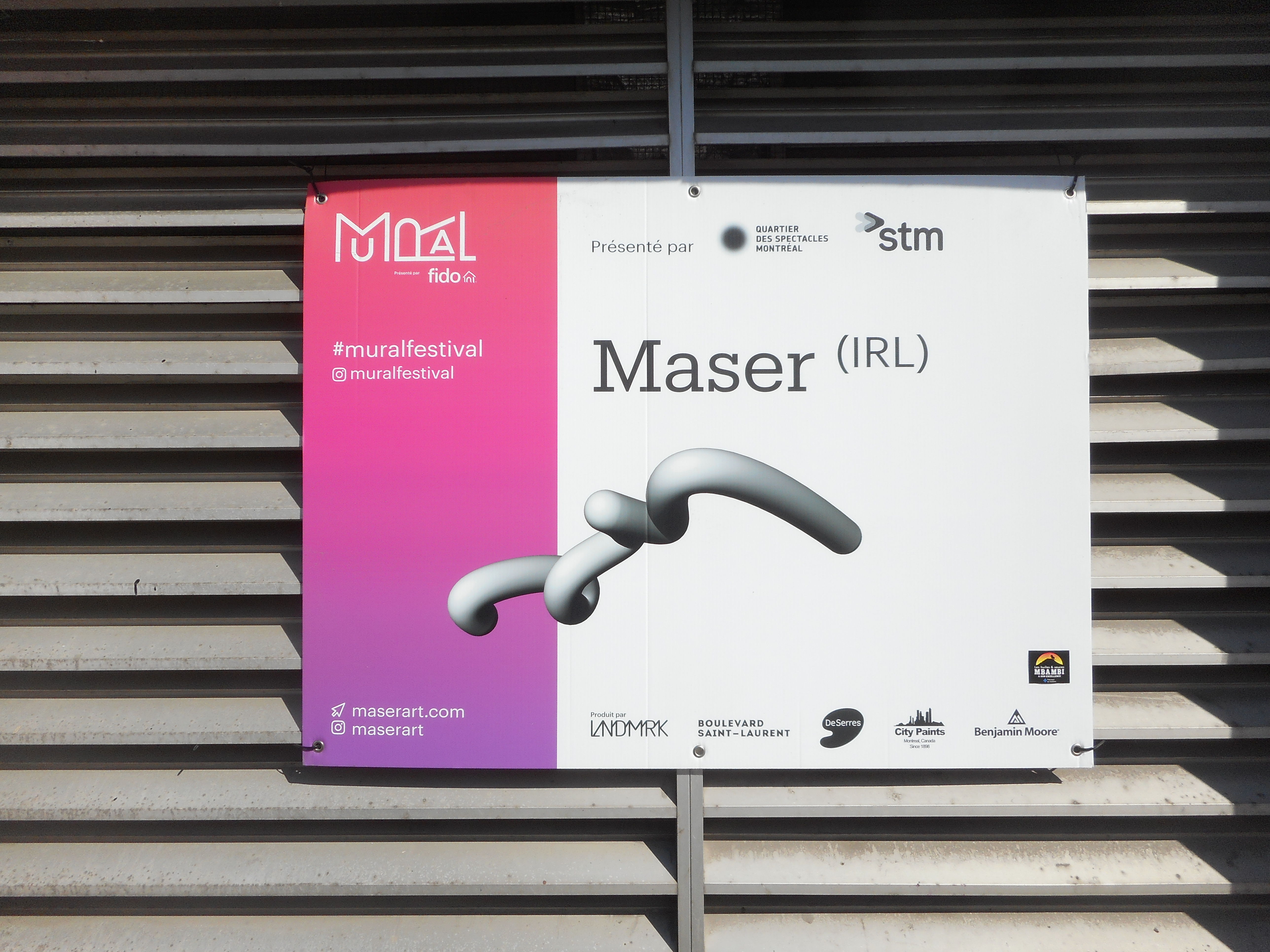
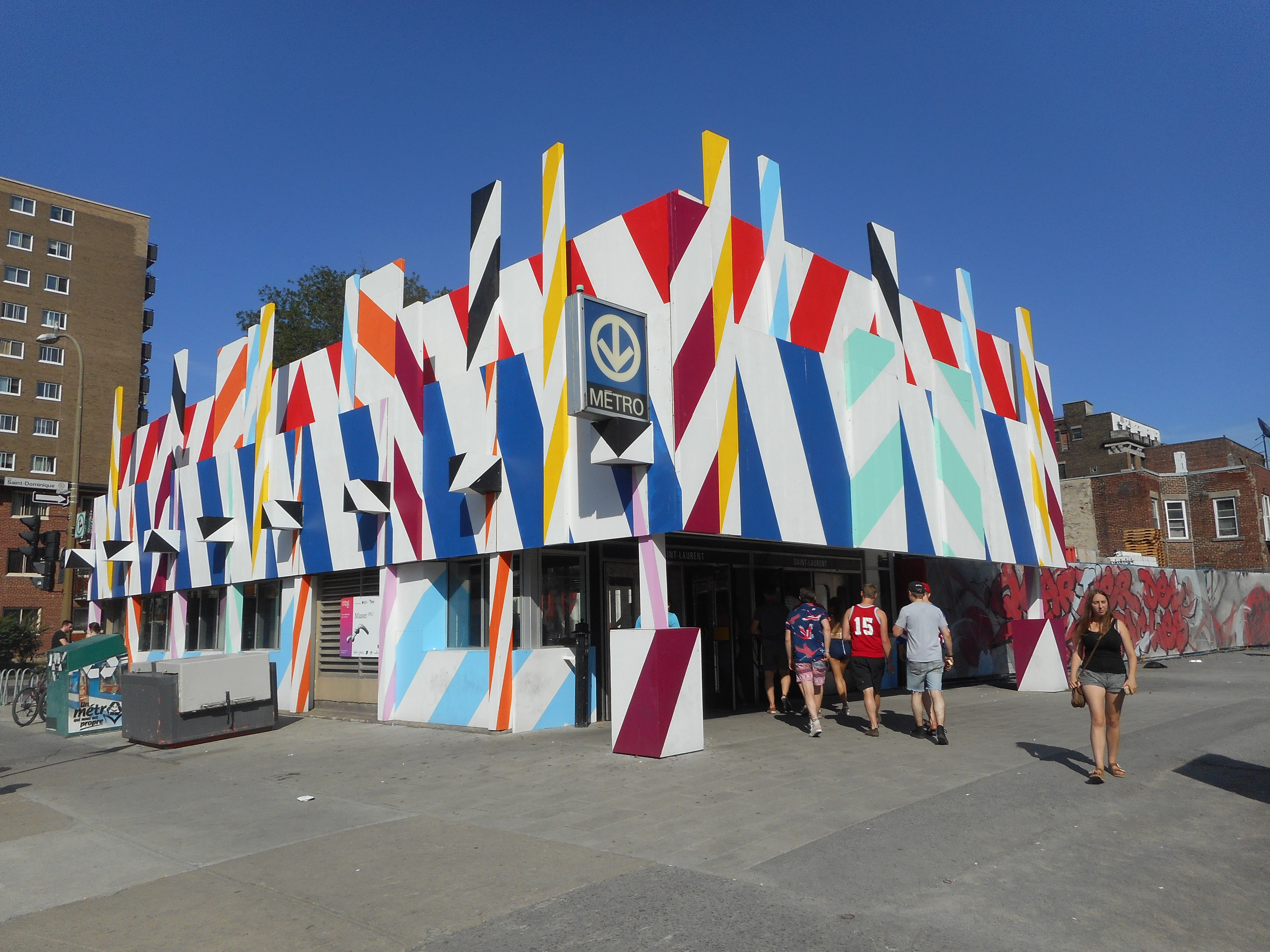
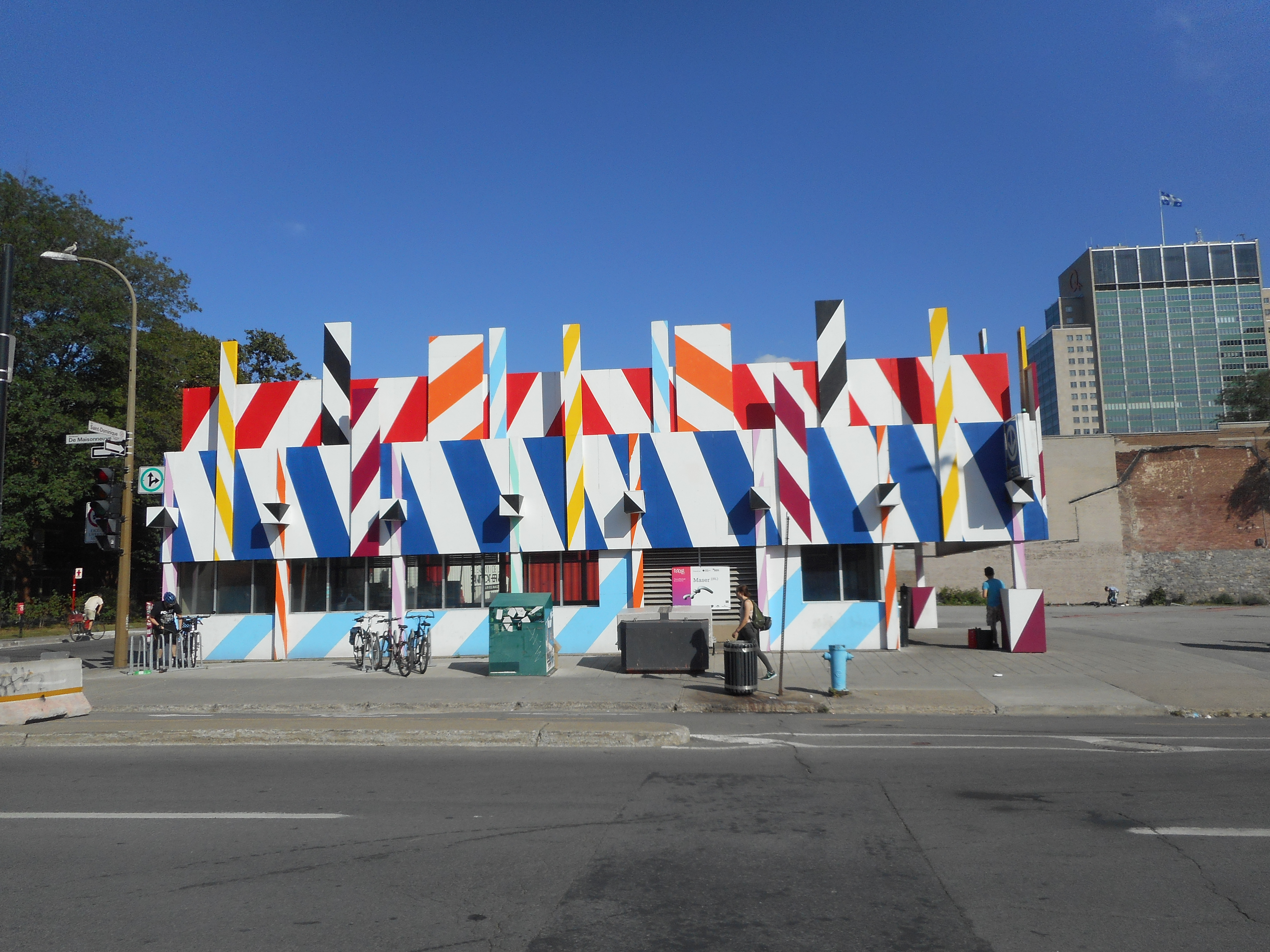